# Majeed Ashimeru
Majeed Ashimeru (Acra, 10 de octubre de 1997) es un futbolista ghanés. Juega de centrocampista en el R. S. C. Anderlecht de la Primera División de Bélgica.

## Selección nacional
Ha sido internacional con la selección de fútbol de Ghana en trece ocasiones.

## Clubes
| Club                         | País    | Año       |
| ---------------------------- | ------- | --------- |
| WAFA                         | Ghana   | 2016-2017 |
| Red Bull Salzburgo           | Austria | 2017-2021 |
| Austria Lustenau (cedido)    | Austria | 2017-2018 |
| Wolfsberger A. C. (cedido)   | Austria | 2018      |
| F. C. St. Gallen (cedido)    | Suiza   | 2018-2019 |
| R. S. C. Anderlecht (cedido) | Bélgica | 2021      |
| R. S. C. Anderlecht          | Bélgica | 2021-     |

## Palmarés

### Títulos nacionales
| Título          | Club               | País    | Año  |
| --------------- | ------------------ | ------- | ---- |
| Copa de Austria | Red Bull Salzburgo | Austria | 2020 |
| Bundesliga      | Red Bull Salzburgo | Austria | 2020 |